# Sud „dobrih ljudi“
Sud dobrih ljudi je skup uglednih seljaka koji su u sporu između sumještana donosili presudu i podnosili je općinskoj kancelariji na potvrdu. Pored komunalnih sudova, za vrijeme mletačke vlasti, birali su se dobri ljudi ili  guidici arbitri kako se nazivaju u dokumentima na talijanskom jeziku. Svaka stranka je birala svog čovika koji je zastupao njezine interese. Oni su mirili zavađene, osobito kod podjele imanja.